# My Little Pony: Equestria Girls (film)
Cet article concerne le premier film de la franchise. Pour la franchise en générale, voir My Little Pony: Equestria Girls.
 (juin 2022).
- Si vous ne connaissez pas le sujet, laissez ce bandeau (vous pouvez alors contacter les auteurs).
- Si vous supprimez le contenu mis en cause (vous pouvez préalablement contacter les auteurs),

argumentez précisément cette suppression dans la page de discussion
(un manque de référence n'est pas un argument ; une recherche réelle de référence doit avoir été effectuée, être formellement documentée).
Série Equestria Girls
Rainbow Rocks
(2014)
Pour plus de détails, voir Fiche technique et Distribution.
My Little Pony: Equestria Girls ou Equestria Girls est un film d'animation américano-canadien réalisé par Jayson Thiessen et sorti en 2013. Il s'agit du premier film de la franchise My Little Pony: Equestria Girls, un spin-off de la série télévisée My Little Pony : Les amies, c'est magique. Le film a été produit par Studio B Productions en partenariat avec Hasbro.
Ayant lieu entre la troisième et la quatrième saison de Les amis, c'est magique, le film met en scène la Princesse Twilight Sparkle qui se transforme en lycéenne humaine lorsqu'elle voyage au monde des humains avec Spike pour récupérer sa couronne magique après qu'elle est volé par Sunset Shimmer.
Il est suivi de trois suites, Rainbow Rocks (2014), Friendship Games (2015) et Legend of Everfree (2016).

## Synopsis
Twilight Sparkle se rend à l'Empire de Cristal accompagnée de ses amis pour son premier sommet royal en tant que princesse. Mais pendant la nuit, elle se fait voler sa couronne contenant l'élément de la magie par Sunset Shimmer, l'ancienne apprentie de Celestia. Lorsque Twilight tente de récupérer sa couronne, celle-ci est projetée à travers un miroir magique menant à une dimension parallèle, suivie par Sunset Shimmer. Si la couronne n'est plus à Equestria, les éléments d'harmonie n'ont plus de pouvoir et le royaume se retrouve privé de son plus grand moyen de défense.
Twilight est donc chargée de récupérer sa couronne en compagnie de Spike dans l'autre dimension qui n'est autre que celle des humains. Elle n'a que deux jours pour la retrouver avant que le portail dimensionnel ne se ferme et qu'elle reste coincée dans le monde des humains pendant 30 lunes.

## Personnages
- Twilight Sparkle : la princesse de l'amitié nouvellement couronnée qui voyage au monde des humains grâce à Sunset Shimmer qui a volé sa couronne et doit la gagner en se faire couronner princesse du bal d'automne.
- Spike : l'assistant dragon de Twilight Sparkle, il se retrouve changé en chien parlant lorsqu'il voyage au monde des humains avec cette dernière pour l'aider à récupérer sa couronne.
- Sunset Shimmer : l'antagoniste du film et une intimidatrice du lycée de Canterlot. Ancienne élève de la Princesse Celestia, elle vole la couronne de Twilight et entre en compétition avec cette dernière pour devenir princesse du bal d'automne.
- Rarity : une élève admiratrice de mode et l'homologue de Rarity.
- Rainbow Dash : une élève athletique et l'homologue de Rainbow Dash.
- Fluttershy : une élève timide et l'homologue de Fluttershy.
- Applejack : une élève fermière industrieuse et l'homoloque de Applejack.
- Pinkie Pie : une élève excentrique qui est la présidente de la comité organisateur du bal de l'automne et l'homologue de Pinkie Pie.
- Flash Sentry : l'ex petit-ami de Sunset et joueur de guitare. Il soutient Twilight durant le film.
- Snips et Snails : les deux serviteurs de Sunset Shimmer et les homologues de Snips et Snails.

## Fiche technique
- Titre : My Little Pony: Equestria Girls
- Réalisation : Jayson Thiessen
- Scénario : Meghan McCarthy
- Production : Stephen Davis, Chris Bartleman, Kirsten Newlands, Sarah Wall, Devon Cody
- Chaîne : The Hub
- Musique : Daniel Ingram, William Kevin Anderson
- Société de production : DHX Media
- Pays d'origine :  États-Unis  Canada
- Langue originale : anglais
- Genre : animation, fantasy
- Durée : 72 minutes
- Dates de Sortie : 16 juin 2013

## Distribution

### Voix originales
- Tara Strong : Twilight Sparkle
- Rebecca Shoichet : Twilight Sparkle (chant) / Sunset Shimmer
- Ashleigh Ball : Applejack / Rainbow Dash
- Andrea Libman : Pinkie Pie / Fluttershy
- Shannon Chan-Kent : Pinkie Pie (chant)
- Tabitha St. Germain : Rarity / Vice-Principale / Princesse Luna
- Kazumi Evans : Rarity (chant)
- Cathy Weseluck : Spike
- Nicole Oliver : Principale / Princesse Celestia / Cheerilee
- Michelle Creber : Apple Bloom / Sweetie Belle (chant)
- Madeline Peters : Scootaloo
- Claire Corlett : Sweetie Belle
- Peter New : Big McIntosh
- Richard Ian Cox : Snails
- Britt McKillip : Princesse Cadance
- Kathleen Barr : Trixie
- Lee Tockar : Snips
- Vincent Tong : Flash Sentry

### Voix françaises
- Claire Tefnin : Twilight Sparkle
- Laetitia Liénart : Sunset Shimmer
- Fabienne Loriaux : Applejack
- Mélanie Dambermont : Rainbow Dash
- Nathalie Hugo : Pinkie Pie
- Élisabeth Guinand : Fluttershy
- Julie Basecqz : Rarity
- Fanny Roy : Proviseur / Princesse Luna
- Alexandra Corréa : Spike
- Delphine Moriau : Proviseur / Princesse Celestia
- Elsa Poisot : Cheerilee
- Nancy Philippot (exceptionnel) : Apple Bloom
- Béatrice Wegnez : Scootaloo
- Cathy Boquet : Sweetie Belle
- Maxime Donnay : Snails
- Audrey D'Hulstère : Trixie
- Alessandro Bevilacqua : Snips
- Ilyas Mettioui : Flash Sentry

## Chansons du film
1. Quel monde saugrenu (This Strange World) - Chanté par Twilight Sparkle lorsqu'elle est dans le monde des humains et ne sait pas quoi faire.
2. Chanson de la cafétéria (Helping Win the Crown) - Chanté par Twilight Sparkle, Applejack, Fluttershy, Pinkie Pie, Rainbow Dash et Rarity. Les cinq amies essaient de convaincre les adolescents dans la cafétéria pour que Twilight récupère sa couronne en portant des tee-shirt bleus avec la marque de c (Canterlot), des sert-têtes avec des oreilles de poney, et une ceinture d'une queue de poney.
3. Le temps de s'unir (Time to Come Together) - Chanté par Twilight Sparkle, Applejack, Fluttershy, Pinkie Pie, Rainbow Dash et Rarity. Les amies nettoient la salle de fête mise en désordre par Sunset Shimmer.
4. C'est notre soirée (This is Our Big Night) - Chanté par Twilight Sparkle, Applejack, Fluttershy, Pinkie Pie, Rainbow Dash et Rarity. Les amies s'habillent pour aller à la grande soirée du bal de l'automne.
5. C'est notre soirée (This is Our Big Night) Reprise - Chanté par Twilight Sparkle, Applejack, Fluttershy, Pinkie Pie, Rainbow Dash et Rarity. Tout le monde fait la fête en l'honneur de la princesse du bal de l'automne jusqu'à ce que Snips et Snails kidnappent Spike.
6. Mon amie pour la vie (Credits Song: A Friend for Life) - Chanté par Sunset Shimmer à la fin du film.

## Réception
Quand le film est sorti, les critiques ont été très bonnes, le site Unleash the Fanboy lui a mis une note de 4/5.